# Политбюро ЦК Албанской партии труда
Политбюро Центрального комитета АПТ (алб. Byroja politike e Partisë së Punës së Shqipërisë) - руководящий орган  Албанской партии труда в 1948-1991 гг., а также фактически - орган, осуществлявший руководство в НСРА. Согласно партийному уставу, Политбюро избиралось на съездах наряду с ЦК АПТ и секретариатом.

## Члены и кандидаты в члены Политбюро ЦК Албанской партии труда
Ниже приводится списки членов и кандидатов в члены Политбюро ЦК АПТ для каждого из партийных съездов.

### I съезд Албанской партии труда(1948)
Избраны 8 членов Политбюро:
1. Ходжа, Энвер - генеральный секретарь
2. Якова, Тук
3. Шеху, Мехмет
4. Спахиу, Бедри
5. Капо, Хюсни
6. Колека, Спиро
7. Баллуку, Бекир
8. Нуши, Гого

### II съезд Албанской партии труда(1952)
Избраны 7 членов и 3 кандидата в члены Политбюро.
Члены:
1. Шеху, Мехмет
2. Белишова, Лири
3. Ходжа, Энвер - генеральный секретарь
4. Баллуку, Бекир
5. Капо, Хюсни
6. Нуши, Гого
7. Колека, Спиро

Кандидаты в члены:
1. Мюфтиу, Мануш
2. Марко, Рита
3. Перистери, Пило

### III съезд Албанской партии труда(1956)
Были избраны 9 членов и 6 кандидатов в члены Политбюро.
Члены:
1. Баллуку, Бекир
2. Ходжа, Энвер - генеральный секретарь
3. Нуши, Гого
4. Капо, Хюсни
5. Белишова, Лири
6. Мюфтиу, Мануш
7. Шеху, Мехмет
8. Марко, Рита
9. Колека, Спиро

Кандидаты в члены:
1. Перистери, Пило
2. Тоска, Хаки
3. Чарчани, Адиль
4. Теодоси, Кочо
5. Алия, Рамиз
6. Дервиши, Рапо

### IV съезд Албанской партии труда(1961)
Были избраны 8 членов и 4 кандидата в члены Политбюро.
Члены:
1. Баллуку, Бекир
2. Ходжа, Энвер - генеральный секретарь
3. Нуши, Гого
4. Капо, Хюсни
5. Мюфтиу, Мануш
6. Шеху, Мехмет
7. Марко, Рита
8. Колека, Спиро

Кандидаты в члены:
1. Перистери, Пило
2. Хазбиу, Кадри
3. Думе, Петрит
4. Теодоси, Кочо

### V съезд Албанской партии труда(1966)
Были избраны 11 членов и 5 кандидатов в члены Политбюро.
Члены:
1. Чарчани, Адиль
2. Баллуку, Бекир
3. Ходжа, Энвер - генеральный секретарь
4. Нуши, Гого
5. Тоска, Хаки
6. Капо, Хюсни
7. Мюфтиу, Мануш
8. Шеху, Мехмет
9. Алия, Рамиз
10. Марко, Рита
11. Колека, Спиро

Кандидаты в члены:
1. Хазбиу, Кадри
2. Думе, Петрит
3. Келези, Абдюль
4. Теодоси, Кочо
5. Перистери, Пило

### VI съезд Албанской партии труда(1971)
Были избраны 11 членов и 4 кандидата в члены Политбюро, 3 члена Политбюро досрочно были выведены из его состава, на их место были введены 2 члена.
Члены:
1. Ходжа, Энвер - генеральный секретарь
2. Чарчани, Адиль
3. Баллуку, Бекир - до 10 июля 1974 года
4. Тоска, Хаки
5. Алия, Рамиз
6. Марко, Рита
7. Колека, Спиро
8. Келези, Абдюль - до 1975 года
9. Теодоси, Кочо - до 1975 года
10. Хазбиу, Кадри
11. Мюфтиу, Мануш
12. Миска, Пали - с 1975 года
13. Исаи, Хекуран - с 1975 года

Кандидаты в члены:
1. Спахиу, Джафер
2. Думе, Петрит
3. Додбиба, Пиро
4. Перистери, Пило

### VII съезд Албанской партии труда(1976)
Были избраны 12 членов и 5 кандидатов в члены Политбюро. Хюсни Капо выбыл из состава Политбюро по причине смерти и никем не был заменён.
Члены:
1. Ходжа, Энвер - генеральный секретарь
2. Чарчани, Адиль
3. Тоска, Хаки
4. Исаи, Хекуран
5. Капо, Хюсни - умер 23 сентября 1979 года
6. Хазбиу, Кадри
7. Мюфтиу, Мануш
8. Шеху, Мехмет
9. Миска, Пали
10. Алия, Рамиз
11. Марко, Рита
12. Колека, Спиро

Кандидаты в члены:
1. Чуко, Ленка
2. Гегприфти, Ламби
3. Стефани, Симон
4. Михали, Чирьяко
5. Перистери, Пило

### VIII съезд Албанской партии труда(1981)
Были избраны 13 членов и 5 кандидатов в члены Политбюро. Энвер Ходжа и Мехмет Шеху выбыли из состава Политбюро в связи с кончиной, Кадри Хазбиу выбыл из состава Политбюро из-за своего ареста.
1. Ходжа, Энвер - генеральный секретарь, в Политбюро - до 11 апреля 1985 года
2. Чарчани, Адиль
3. Челику, Хайредин
4. Хазбиу, Кадри - до 13 октября 1982 года
5. Чуко, Ленка
6. Мюфтиу, Мануш
7. Шеху, Мехмет - до 17 декабря 1981 года
8. Аслани, Мухо
9. Миска, Пали
10. Алия, Рамиз - генеральный секретарь с 13 апреля 1985 года
11. Марко, Рита
12. Стефани, Симон

Кандидаты в члены:
1. Бектеши, Бесник
2. Чами, Фото
3. Гегприфти, Ламби
4. Михали, Чирьяко
5. Мурра, Прокоп

### IX съезд Албанской партии труда(1986)
Были избраны 13 членов и 5 кандидатов в члены Политбюро.
Члены:
1. Чарчани, Адиль
2. Челику, Хайредин
3. Исаи, Хекуран
4. Чуко, Ленка
5. Мюфтиу, Мануш
6. Аслани, Мухо
7. Миска, Пали
8. Алия, Рамиз - генеральный секретарь
9. Марко, Рита
10. Стефани, Симон
11. Чами, Фото
12. Мурра, Прокоп
13. Бектеши, Бесник

Кандидаты в члены:
1. Мустачи, Кичо
2. Конди, Пиро
3. Гегприфти, Ламби
4. Михали, Чирьяко
5. Черрава, Вангьель

### X съезд Албанской партии труда (1991)
Партия отказалась от идеологии марксизма-ленинизма и сменила название на Социалистическая партии Албании.